# 北京泾县会馆
39°53′44″N 116°24′11″E / 39.8956942°N 116.4029975°E
北京泾县会馆，位于北京市西城区和东城区，共有2处，是安徽省泾县人士在北京的会馆。

## 简介
泾县会馆在北京共有两处，分别为老馆、新馆。
- 泾县老馆：位于东城区下三条胡同。该馆另有一院在东城区长巷头条。[1]
- 泾县新馆：位于西城区米市胡同。[1]此馆建于清朝乾隆年间，为和老馆相区别，又称泾县新馆。新文化运动时期刊物《每周评论》编辑部就设在泾县新馆。该刊物由李大钊等人编辑，1918年12月22日创刊于北京，1919年8月30日遭到中华民国北京政府封闭，共出版37期。泾县新馆作为“《每周评论》旧址”，被列为宣武区文物普查登记项目（现为西城区普查登记文物）。[2]2009年7月，泾县新馆被毁灭性拆除。计划进行“复建”（实际上是新建），但尚未实施。[3]